# Núcleo Cunha-Indaiá

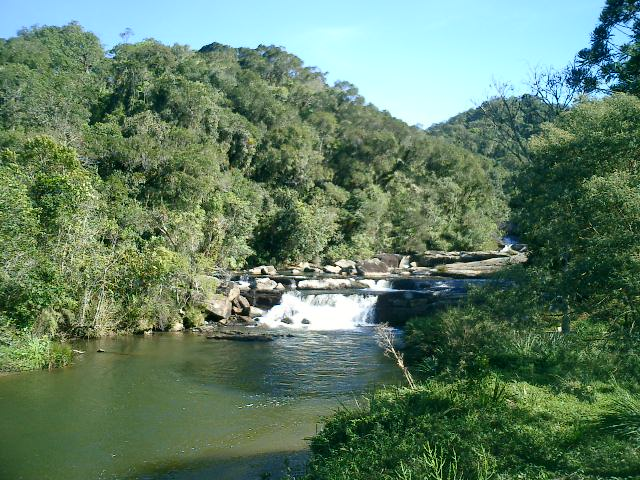
Rio Paraibuna passando pelo Parque Estadual da Serra do Mar
Núcleo Cunha-Indaiá

O Núcleo Cunha-Indaiá é uma das sedes do Parque Estadual da Serra do Mar. É uma reserva ambiental de cerca de 140 km², criada no ano de 1977 para proteger e preservar parte da Mata Atlântica ainda intacta, a biodiversidade local e monitorar propriedades com áreas verdes protegidas. Ocupa uma área total de 14.000 hectares e abrange as cidades de Cunha (que tem 71,5% da área do Núcleo) e Ubatuba (que tem 28,5% da área). A sede encontra-se a uma altitude de 1.040 metros, no alto da serra do Indaiá (uma fração da Serra do Mar), na cidade de Cunha.

## Acesso
Para chegar ao Parque Estadual da Serra do Mar - Núcleo Cunha-Indaiá o motorista deve seguir pela Rodovia Vice-Prefeito Salvador Pacetti (SP-171) até o quilômetro 56,5 e entrar na Estrada do Paraibuna, e seguir pela estrada de terra por 20 quilômetros até o Parque. Funciona todos os dias, das 8 horas às 17 horas (Horário de Brasília).

## Território
O Núcleo protege uma área que vai do alto da serra do Indaiá, até o pé da serra, em Ubatuba, onde, ao sudeste, limita-se com o Núcleo Picinguaba. Ao oeste limita-se com o Núcleo Santa Virgínia.

## Hectares
- Cunha: 10.000 hectares (71,5% do Núcleo)
- Ubatuba: 4.000 hectares (28,5% do Núcleo)
- Total: 14.000 Hectares

## Geografia
- Área: 140 km²
- Altitude: 1.040 metros
- Amplitude Altitudinal: de 950 a 1.561 metros.
- Relevo (Topografia): escarpas festonadas, morros paralelos tipicamente serrano e vertentes retilíneas.
- Solo: latossolo vermelho amarelo.
- Clima: subtropical úmido de altitude.
- Temperatura Média: 16.8°C .

## Hidrografia
- Rio Paraibuna
- Rio Bonito

O Núcleo Cunha-Indaiá possui diversas cachoeiras espalhadas pelos seus rios e afluentes.

## Relevo
O relevo há formas irregulares por ser formado pela serra do Indaiá, que é uma fração da Serra do Mar. Onde aqui há morros altos onde, com bom tempo, há possibilidade de ver toda a serra do Indaiá rumo ao mar, em Ubatuba.
O embasamento rochoso é constituído preferencialmente por granitóides. A cobertura pedológica é pouco profunda estando classificada como latossolos vermelho-amarelo horto fase profunda e fase rasa.

## Ecossistemas
Recoberto por uma floresta primária (floresta ombrófila densa montana) entremeada por manchas de floresta atlântica em regeneração.

### Fauna
O Núcleo apresenta uma fauna bem diversificada da mata atlântica. Grande parte dela está ameaçada de extinção, como por exemplo a onça-pintada, suçuarana (onça-parda) , jaguatirica, lontra, mono-carvoeiro, papagaio-do-peito-roxo, macuco, uru, jacu, jacutinga, sabiá-cica, bugio e anta. Estes animais podem ser encontrados dentro dos limites do Parque.

### Flora
Sobre uma região de relevo acidentado e vegetação  primária e secundária de Mata Atlântica, o Núcleo preserva árvores de grande porte, com grande diversidade de famílias, incluindo representantes de Mirtáceas, Proteáceas, Melastomatáceas, Lauráceas e Magnoliáceas. Como exemplo da flora local, pelo Núcleo encontrá-se a seguintes espécies ameaçadas de extinção: pinheiro-brasileiro (araucária), canela preta, imbuia, diversos tipos de orquídeas e bromélias.

## Principais ameaças
Extração ilegal de palmito e de vegetação (principalmente de plantas ornamentais como as orquídeas e as bromélias), caça, queimadas e impedimento à regeneração natural da vegetação nativa através do manejo de pastagens nas áreas particulares ainda inseridas no Núcleo. E, por fim, o desrespeito de Leis de preservação ambiental.

## Educação ambiental
Com a ajuda do turismo, o Núcleo, por meio de seus monitores e palestras incentivam a preservação ambiental, a importância dos ecossistemas para o mundo e a valorização da natureza.